# Sanidad militar
La sanidad militar (también, medicina militar) es una rama de la medicina aplicada a las fuerzas armadas.

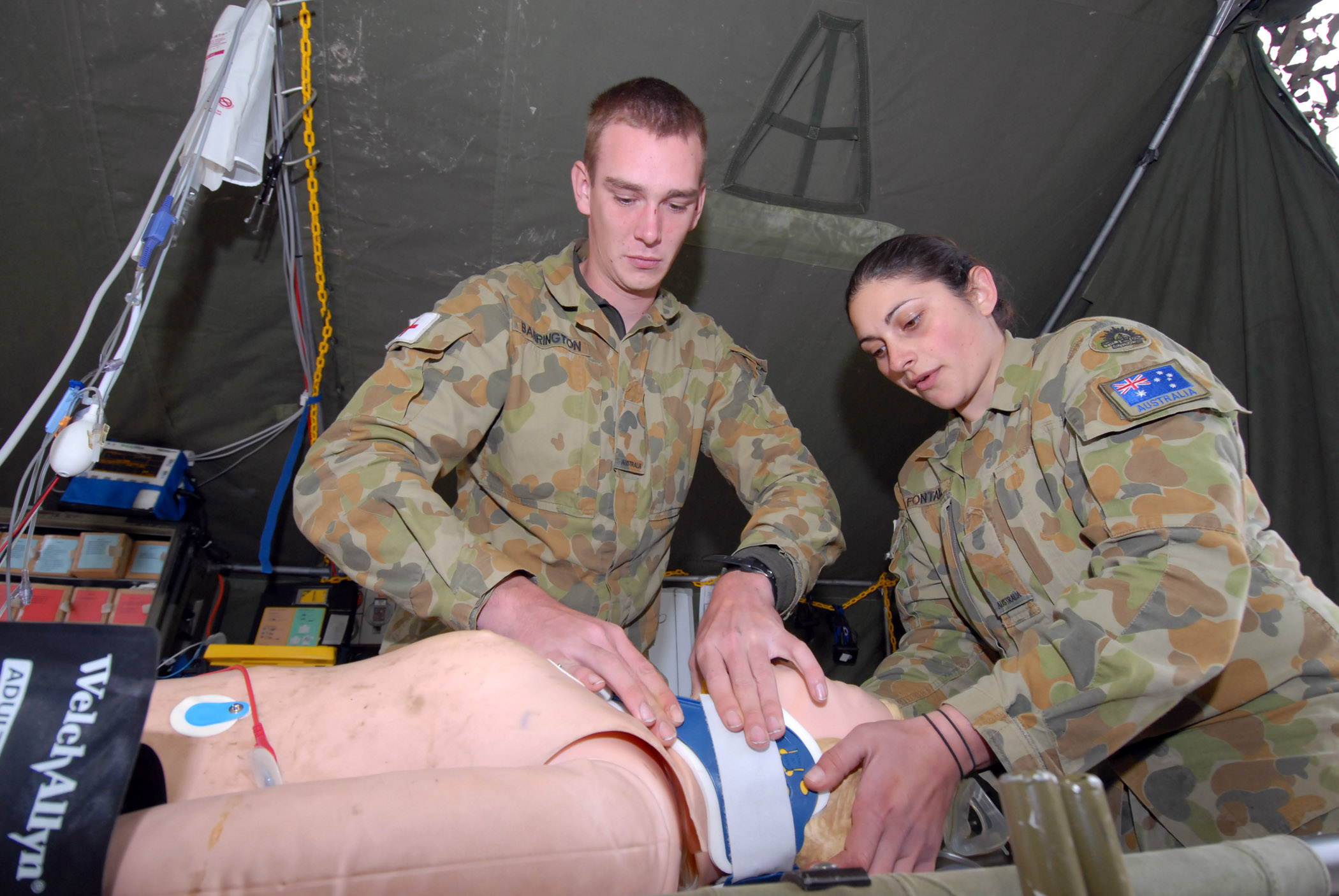
Oficiales médicos de la sanidad militar australiana

Se especializa en la prevención, diagnóstico y tratamiento de enfermedades, traumatismos, lesiones y trastornos neuropsiquiátricos relacionados con el ejercicio de la profesión militar. Utiliza los métodos de la medicina aplicados a aspectos particulares de la profesión militar, tanto en tiempos de paz como en condiciones de guerra.
Los cuerpos de sanidad militar emplean fundamentalmente a personal militar especializado en medicina, farmacia, veterinaria, psicología o enfermería y suelen operar y gestionar instalaciones tales como: hospitales militares, hospitales de campaña o de sangre, barcos hospitales, etc.

## Ejemplos

### Argentina
- Sanidad Militar Argentina

### Colombia
- Sanidad Militar Colombiana (DISAN, Dirección de Sanidad)
- Hospital Militar Central de Bogotá

### España
- Cuerpo Militar de Sanidad

### Francia
- Servicio de sanidad del ejército francés

### Israel
- Cuerpo Médico (Israel)

### Italia
- Corpo sanitario dell'Esercito
- Corpo sanitario militare marittimo
- Corpo sanitario aeronautico
- Servizio sanitario dell'Arma dei carabinieri

### Gran Bretaña
- Royal Army Medical Corps
- Royal Navy Medical Service
- RAF Medical Services

### Alemania
- Zentraler Sanitätsdienst Bundeswehr

### Portugal
- Direção do Serviço de Saúde

### Estados Unidos
- U.S. Army Medical Corps
- U.S. Navy Medical Corps
- U.S. Air Force Medical Service

### Canadá
- Royal Canadian Medical Service

### Australia
- Royal Australian Army Medical Corps